# Wickenrodt
Wickenrodt település Németországban, Rajna-vidék-Pfalz tartományban. Lakosainak száma 160 fő (2023. december 31.).

## Népesség
A település népességének változása:
| Lakosok száma | 177  | 165  | 166  | 166  | 164  | 160  |
|               | 1975 | 2017 | 2019 | 2021 | 2022 | 2023 |